# Bohdan Didycki
Bohdan Didycki (pol. Bohdan Dziedzicki) (ur. 1827, zm. 1908) – ukraiński moskalofilski pisarz, poeta i dziennikarz, pochodzący z Galicji. 
Był redaktorem gazet „Słowo” i „Zoria Hałyćka”. Lansował pogląd, że istnieje jeden język rosyjski (wszechruski), z dwoma wymowami – rosyjską i ukraińską, negował istnienie odrębnego języka ukraińskiego. Publikował w jazycziu, w tej również gwarze wydał anonimowo w 1866 we Lwowie broszurę „W odin czas nauczitsja małorusinu po wełykoruski”. Był zdania, że w ten sposób wśród Rusinów (Ukraińców) galicyjskich będzie mogła upowszechnić się znajomość literatury rosyjskiej. Członek założyciel Towarzystwa im. Mychajła Kaczkowskiego.
Autor wierszy o nastawieniu filoaustriackim.

## Literatura
- Енциклопедія українознавства, Lwów 1993, t. 2, s. 520